# Вандред
Вандред (яп. ヴァンドレッド вандорэддо) — японский аниме-сериал в двух сезонах, выпущенных в 2000 и 2001 годах студией Gonzo, а также две OVA и одна манга-адаптация сериала. Каждая OVA представляет собой нарезку эпизодов одного из сезонов. Сериал назван в честь боевой машины, поочерёдно пилотируемой главными героями. В России сериал был озвучен на студии «Камертон» по лицензии MC Entertainment в 2005 году. В 2006 году MC Entertainment издала сериал на DVD.

## Мир
Действие происходит в далеком будущем, во вселенной, где люди в своём развитии достигли этапа колонизации галактик. В процессе освоения одной из галактик в экипаже одного из колонизационных флотов произошёл раскол по гендерному признаку, в результате которого мужская часть экипажа на флагмане флота "Иказучи" приняла решение осваивать планету Тараак, женская часть экипажа с остатками флота ушла к планете Меджейра. На планетах сменилось уже три поколения жителей и на каждой из них сложилось общество в котором с детства воспитывается ненависть и нетерпимость к противоположному полу, а пропаганда представляет противника в самых негативных красках. Но несмотря на ситуацию на Тарааке и Меджейре в галактике имеются планеты и мигрирующие флоты со смешанным населением и экипажами.

## Сюжет
Во время церемонии запуска восстановленного линкора мужчин «Иказучи», на планету нападает отряд пиратов с Меджейры, цель которых — захватить новое оружие мужчин. Мужчины не успевают отразить атаку и женщины проникают на корабль захватив основную его часть. Генерал мужчин приказывает отделить старую часть от «Иказучи» и взорвать линкор, чтобы он не попал в руки женщин. На корабле, при этом, остаются двое мужчин из основного экипажа и главный протагонист, Хибики Токай, который оказался на корабле из-за глупого спора. Он пытается спастись на уцелевшем после атаки женщин боевом роботе «Вантайп». Женщины также не успевают спастись с корабля. В итоге, перед самым столкновением ракет, энергетическое ядро корабля, «Паксис Прагма», неожиданно проявляет признаки живого организма - оно открывает дыру в пространстве и телепортирует линкор в другую часть галактики, при этом объединяя кристаллической субстанцией корабль женщин и «Иказучи». Также субстанция изменяет три женских истребителя "дреда" и робота мужчин, преобразуя его в "Вангарда", которые получают уникальную возможность вступать в симбиоз. С этого начинаются приключения пиратов с Меджейры и трёх мужчин, которые получают статус заключённых на корабле. Героям предстоит выяснить — действительно ли противоположный пол так ужасен и с кем они на самом деле должны воевать.

## Персонажи

### Главные герои
Хибики Токай (яп. ヒビキ・トカイ) — главный персонаж. Парень невысокого роста, «гражданин третьего класса» (низший слой на планете мужчин). Воспитан ненавидеть женщин, которые для него являются врагами. Рабочий, создающий детали для роботов, решивший ради спора попасть в кабину того робота, детали для которого он изготовил собственными руками. Но случайно оказался на взлетающем "Иказучи", который был захвачен женщинами-пиратами. Был включён в их экипаж из-за того, что был принят ими за пилота робота. Ничего не знает о женщинах, груб и вспыльчив. С другой стороны, обнаруживает в себе навыки  первоклассного пилота Вангарда, хорошего механика и стратега. К концу второго сезона признался самому себе, что тоже испытывает теплые чувства к Дите, которые до этого практически не показывал хотя делал это лишь потому, что не понимал и считал странным, что мужчина может быть с женщиной.
Сэйю: Хироюки Ёсино
Дита Лиэбэлу (яп. ディータ・リーベライ) — молодая девушка, пилот «дреда» (истребителя планеты женщин). Обращается к Хибики как к «пришельцу», считая его «хорошим пришельцем», даря соответствующие «инопланетянские» подарки. Привязана к Хибики, в которого она влюблена с первого взгляда, хотя для её планеты это ненормально. Хочет пилотировать «Вандреда» (комбинации из «дреда» и робота Хибики «Вангард») вместе с Хибики, хотя ему это на первый взгляд не нравится.
Сэйю: Юми Какадзу
Мейя Гисборн (яп. メイア・ギズボーン) — лидер звена «дредов». Талантливый и опытный пилот. Производит впечатление сильной и самоотверженной личности, но в душе несчастна, вынужденная жить с тяжелым грузом своего прошлого. Избегает компаний, предпочитая одиночество и находя утешение в своих обязанностях, которые блестяще исполняет. Немного симпатизирует Хибики, но особого интереса к мужской половине команды не проявляет. На публике всегда появляется в своем лётном комбинезоне.
Сэйю: Фумико Орикаса
Джура Базил Элден (яп. ジュラ・ベーシル・エルデン) — второй лидер пилотов «дредов», несколько неопытна в ведущей роли и не так квалифицирована как Мейя. У неё светлые волосы, о которых она проявляет большую заботу. В нескольких эпизодах первого сезона она мечтает объединиться с Вангардом Хибики, особенно после того как это смогли сделать Дита и Мейя. Она носит меч (рапиру), но редко получает шанс показать его в действии.

### Второстепенные персонажи
Пай (яп. パイウェイ) — медсестра судна, хотя её униформа больше походит на костюм горничной, чем медсестры. До появления мужчин она была единственным доктором судна. В течение первого сезона она тайно следит за мужчинами и кратко записывает примечания в журнале или снимает их поведение на камеру, которую она именует как "Пай-проверка". Она все время носит марионетку лягушки.
Барт Гарсус — один из трех мужчин экипажа "Нирваны", гражданин Тараака первого класса, с богатыми родителями, владеющими компанией по производству пищевых пилюль. Легко возбудимый, слабый и со слегка трусливым характером. Стал рулевым Нирваны, когда судно выбрало его для работы. В втором сезоне предстаёт как храбрый человек, полный сострадания.
Барнетта — верная напарница Джуры, один из пилотов «дреда» под командой Мейи на Нирване. В отличие от трех других пилотов её "дред" не может объединиться с Вангардом Хибики. Отличается как агрессивным стилем как в пилотировании так и в отношении к мужчинам, которые были включены в команду Нирваны.
Дуэро Макфайр — доктор Нирваны, третий мужчина в экипаже. Дуэро часто принимает участие в медицинских чрезвычайных ситуациях несмотря на возражении пиратов женского пола и уверяя членов экипажа что он не угроза. Имеет холодный и собранный характер. Однако может быть смущен и неуклюж когда сталкивается с чем-то за пределами его опыта и образования. В конечном счете становится близким 
другом Парфейт, первой женщины с которой он работал в тесном сотрудничестве, и к которой позже развивается взаимное притяжение.
Парфейт Балблер (яп. パルフェ・バルブレア) — главный инженер судна. Она - веселая девочка с огромными очками и каштановыми волосами, которые она держит в двух больших косичках. Она проводит большую часть её времени, контролируя Паксис и двигатели судна, но также тратит время, чтобы создать другие изобретения для команды в особых случаях. На Рождество она работала над машиной создающей снег.
Госконь Рейнгау (яп. ガスコーニュ・ラインガウ) — управляет системой снабжения Нирваны, ответственна за обеспечение пилотов "дредов" боеприпасами в бою, пилотируя судно поставки. В то время как её команда порой теряет головы среди волнения и интенсивности сражений, она всегда в состоянии помочь им прийти в себя и взять себя в руки. Во время свободного времени она любит сыграть партию в покер с Хибики.
Бузам Кэлесса — старший помощник капитана Нирваны. Она строга и заботится о всеобщем благосостоянии команды. Квалифицированный тактик. Она походит на трудоголика, постоянно оставаясь около мостика, чтобы получить доступ к данным.
Мэгно Вивиан — капитан пиратов. Она одна из колонистов первого поколения с Земли. Ей более чем сто лет. Она очень умна, проницательна и мудра. Она часто дает советы и направляет команду в их обязанностях.
Пьеро — корабельный бот "Иказучи", был его частью ещё в эру колонизации. Будучи перезагруженным интенсивным ударом током, Пьеро получает самосознание. Он часто находится или около Хибики или вокруг Парфейт с последним использованием его как проводника с Паксис. Эмоции Пьеоро, кажется, отражают состояние судна.

## Медиа

### Аниме
Сериал состоит из двух сезонов (Vandread, выпущенный в 2000 году и Вандред: вторая стадия, выпущенный в 2001 году), каждый из которых состоит из 13 эпизодов по 25 минут. Первая серия объединина в OVA Vandread Taidōhen («Интеграл») в 2001 году, а вторая - в OVA Vandread Gekitōhen («Турбулентность»), выпущенном в 2002 году. Существует роман под названием Vandread Extra Stage, который объясняет события после Vandread : Вторая стадия Помимо приобретения лицензий на две оригинальные серии у Geneon, Funimation также лицензировала две OVA

#### Список серий
| Вандред: Первый уровень | Вандред: Первый уровень            | Вандред: Первый уровень |
| № серии                 | Название                           | Трансляция в Японии     |
| ----------------------- | ---------------------------------- | ----------------------- |
| 1                       | Мальчик встречает девочку          |                         |
| 2                       | И… я совсем запутался!             |                         |
| 3                       | Я выбрал себе путь                 |                         |
| 4                       | Хочу познакомиться с тобой поближе |                         |
| 5                       | Сладкое искушение                  |                         |
| 6                       | Как прекрасен этот мир!            |                         |
| 7                       | Беспечная жизнь                    |                         |
| 8                       | Это невозможно!                    |                         |
| 9                       | Опаснее, чем небеса                |                         |
| 10                      | Невинная любовь                    |                         |
| 11                      | Вместе…                            |                         |
| 12                      | Им на нас плевать                  |                         |
| 13                      | Огонь!                             |                         |

| Вандред: Второй уровень | Вандред: Второй уровень  | Вандред: Второй уровень |
| № серии                 | Название                 | Трансляция в Японии     |
| ----------------------- | ------------------------ | ----------------------- |
| 1                       | Алый ангел               |                         |
| 2                       | Будь моим                |                         |
| 3                       | Путь, усеянный цветами   |                         |
| 4                       | Всё…                     |                         |
| 5                       | Когда-нибудь…            |                         |
| 6                       | Настоящая улыбка         |                         |
| 7                       | Поцелуй меня у щёчку     |                         |
| 8                       | Реальность               |                         |
| 9                       | Объять необъятное        |                         |
| 10                      | Легко пришло, легко ушло |                         |
| 11                      | Рай                      |                         |
| 12                      | Секреты                  |                         |
| 13                      | Доверие                  |                         |

### Музыка
- Vandread

Открывающая тема:
- Salia «Trust»

Закрывающая тема:
- SiLC «Himegoto»

- Vandread: The Second Stage

Открывающая тема:
- «Justice» by Aki Kudou

Закрывающая тема:
- Aki Kudou «Yes Together» (эпизоды 1-12)
- Salia «Trust» (эпизод 13)